# London (gruppo musicale britannico)
I London erano una punk band di quattro componenti formatasi a Londra nel 1976 ed erano noti soprattutto per le loro pazze esibizioni sul palco. Il gruppo era composto da Riff Regan (Voce), Steve Voice (Basso), Jon Moss (Batteria) e Dave Wight (Chitarra). Il loro manager era Simon Napier-Bell. La band registrò due singoli, un EP di 4 brani e un album per la MCA Records. La maggior parte delle loro canzoni erano scritte da Riff Regan (inclusi i primi due singoli "Everyone's A Winner" e "Summer of Love") o da Riff Regan e Steve Voice. Tutte le loro registrazioni furono prodotte da Napier-Bell all'IBC Studios a Londra.

## Storia
La band fece un lungo tour nel 1977, prima come spalla dei The Stranglers e poi da soli. La loro terza pubblicazione, il singolo Animal Games, fu inclusa nella nota versione dei Sex Pistols dello show inglese "So It Goes".
L'ultimo concerto fu al Marquee Club in Wardour Street l'8 dicembre 1977. La band si sciolse poco dopo. Dopo lo scioglimento, Moss si unì ai The Damned e poi formò i Culture Club con Boy George. Riff Regan pubblicò album da solista prima di tornare al suo vero nome, Miles Tredinnick, e diventare uno scrittore di commedie; dal 2005 è anche voce principale della band Magic Bus.
Steve Voice formò una nuova band, i The Original Vampires e Dave Wight dopo essersi unito ai Metro e agli Holly and the Italians tornò al suo vero nome, Colin Wight e divenne un accademico; recentemente è diventato professore di politica internazionale all'Università di Exeter.
La MCA Records pubblicò l'unico album della band nel febbraio 1978 con il nome Animal Games.
Punk Rock Collection, un CD con tutti i loro brani registrati, fu pubblicato sull'etichetta Captain Oi! nel 1997.
I London hanno suonato il loro primo concerto a Londra in oltre trent'anni al 12 Bar Club il 23 febbraio 2008. La nuova formazione è composta da Riff Regan (voce), Steve Voice (basso), Hugh O'Donnell (chitarra) e Colin Watterston (batteria). Questi ultimi due suonano anche in una band di Salisbury, i The DBs.

## Curiosità
- Jon Moss aveva già suonato nei The Clash quando formò i London.
- Il nome di Riff Regan viene da 'Riff' (il personaggio in West Side Story) e 'Regan' (il personaggio di John Thaw nella serie TV poliziesca inglese The Sweeney).
- Nel 1977, la figlia di Paul McCartney Heather disse al The New Musical Express che i London erano la sua band preferita insieme a The Damned e The Clash.
- Henry Padovani, il chitarrista originale dei The Police, una volta fece un'audizione per i London.
- La loro canzone Siouxsie Sue era inizialmente chiamata Susie Sue e non ha niente a che vedere con a cantante punk.
- Mike Mansfield diresse il video per Everyone's a Winner agli ITN news studios a Londra.

## Discografia

### Album studio
- 1978 - Animal Games, (MCA Records)
- 1997 - London The Punk Rock Collection, (Captain Oi! Records)

### Singoli
- 1977 - Everyone's a Winner, (MCA Records)
- 1977 - Summer of Love and Friday on My Mind, (MCA Records)
- 1977 - Animal Games, (MCA Records)

### Apparizioni in compilation
- 1977 - Punk Rock - Various Artists, (Philips/Phonogram Records Brazil)
- 1978 - Meet the New Punk Wave - Various Artists, (EMI Records Olanda)

## Videografia
- 1977 - Everyone's a Winner, Director Mike Mansfield, (MCA Records)
- 1977 - Animal Games - So It Goes, (Granada Television)
- 1977 - London Live at the Marquee, (Italia)